# ديفيد لي (لاعب كرة قدم بريطاني)
ديفيد لي (بالإنجليزية: David Lee)‏ (5 نوفمبر 1967 في المملكة المتحدة - ) هو لاعب كرة قدم بريطاني في مركز الوسط. لعب مع بولتون واندررز ونادي بلاكبول ونادي بوري ونادي ساوثهامبتون ونادي كارلايل يونايتد وويغان أتلتيك ونادي موركامب.

## وصلات خارجية
- ديفيد لي على موقع قاعدة بيانات كرة القدم.إي يو (الإنجليزية)
- ديفيد لي على موقع Soccerbase.com (لاعب) (الإنجليزية)
- ديفيد لي على موقع عالم كرة القدم.نت (الإنجليزية)